# Зблево
Зблево (пол. Zblewo, нім. Hochstüblau) — село в Польщі, у гміні Зблево Староґардського повіту Поморського воєводства.
Населення — 3435 осіб (2011).
У 1975-1998 роках село належало до Гданського воєводства.

## Демографія
Демографічна структура станом на 31 березня 2011 року:
|          | Загалом | Допрацездатний вік | Працездатний вік | Постпрацездатний вік |
| -------- | ------- | ------------------ | ---------------- | -------------------- |
| Чоловіки | 1668    | 423                | 1119             | 126                  |
| Жінки    | 1767    | 405                | 1088             | 274                  |
| Разом    | 3435    | 828                | 2207             | 400                  |